# Domitia Paulina
Domitia Paulina ou Domitia Paulina l'Ancienne (en latin : Domitia Paulina Major), est une aristocrate et notable romaine. Après son mariage avec Publius Aelius Hadrianus Afer, elle donne naissance à deux personnalités importantes de l'histoire romaine, sa fille, Aelia Domitia Paulina, et son fils, l'empereur romain Hadrien.

## Biographie
Paulina naît à Gades (actuelle Cadix),. Elle se marie au sénateur Publius Aelius Hadrianus Afer, qui atteint le rang de préteur et est cousin de l'empereur Trajan,. De ce mariage naissent Domitia Paulina la Jeune et Publius Aelius Hadrianus, le futur empereur Hadrien,. Après la mort de leur père entre le 24 janvier 85 et le 24 janvier 86, les enfants sont placés sous la tutelle de Trajan et de l'officier Publius Acilius Attianus,.
Domitia Paulina est peut-être déjà décédée à ce moment-là. Cependant, un fragment de papyrus provenant de Bakchias dans le Fayoum égyptien, appelé Papyrus P.Fay 19, contient apparemment, en guise d'exercice d'écriture, une lettre d'Hadrien adressée à son successeur et fils adoptif Antonin le Pieux. Dans les quelques lignes conservées, qui montrent des traits autobiographiques, Hadrien, se préparant à sa mort prochaine, rapporte en tant que « scribe » que son père est mort à l'âge de quarante ans et qu'il a lui-même atteint environ l'âge de sa mère, qui, selon la conjecture basée sur une lacune du papyrus, est décédée à soixante ans. Hadrien étant né en 76, la naissance de sa mère doit donc être située entre 45 et 60. Dans ce cas, elle aurait vécu jusqu'au début du IIe siècle. Cependant, la signification et la valeur de ce papyrus sont incertaines et doivent être considérées avec prudence.
Contrairement à sa fille, Domitia Paulina n'est jamais mentionnée dans les inscriptions, mais elle est la destinataire d'une lettre attribuée à Hadrien, conservée dans les Hermeneumata Leidensia, un manuel scolaire gréco-latin du IIIe siècle. Dans cette lettre, l'auteur loue la piété et la modestie de sa mère et prie pour que toutes ses actions soient dignes de ses éloges.